# Bulbophyllum chrysoglossum
Bulbophyllum chrysoglossum là một loài phong lan thuộc chi Bulbophyllum.